# Nelson Vivas
Nelson David Vivas (Granadero Baigorria, 18 d'octubre de 1969) és un exfutbolista argentí, que ocupava la posició de defensa.

## Trajectòria
Comença la seua carrera al Quilmes AC, amb qui debuta al setembre de 1991. Tres anys després marxa al Boca Juniors, amb qui disputa 86 partits fins a 1998. Dona el salt a Europa, primer a l'AC Lugano suís, en qualitat de cedit. L'agost de 1998, l'Arsenal FC el fitxa al Boca Juniors per 1,6 milions de lliures. Al club londinenc va ser suplent dels veterans Lee Dixon i Nigel Winterburn. La temporada 99/00 és cedit al Celta de Vigo, de la primera divisió espanyola. Mentre l'Arsenal fitxava els defenses Luzhny i Sylvinho, amb la qual cosa se li van tancar les possibilitats d'ésser titular amb els gunners. El 2001 marxa a l'Internazionale, on roman dues temporades, també sent suplent en bona part d'aquesta etapa. El 2003 retorna al seu país per jugar amb el River Plate. L'any següent fitxa de nou pel Quilmes, club en el qual es retira el 2005. Després de penjar les botes, ha actuat com tècnic assistent en diversos equips argentins, com Estudiantes de La Plata, River Plate o Club Atlético San Lorenzo de Almagro.

## Internacional
Vivas va ser internacional amb la selecció argentina en 39 ocasions, tot marcant un gol. Hi va participar en el Mundial del 1998, a les Copa Amèrica de 1997 i 1999 i a la Copa Confederacions de 1995.